# Porphyrinia phoenissa
Porphyrinia phoenissa är en fjärilsart som beskrevs av Lederer 1855. Porphyrinia phoenissa ingår i släktet Porphyrinia och familjen nattflyn. Inga underarter finns listade i Catalogue of Life.